# Episodi di Due fantagenitori (quarta stagione)
La quarta stagione di Due fantagenitori è composta da 19 episodi andati in onda per la prima volta dal 7 novembre 2003 al 10 giugno 2005 negli USA.
In Italia è stata trasmessa dal 2005 su Jetix.
| nº | Titolo originale              | Titolo italiano                   | Prima TV USA      | Prima TV Italia |
| -- | ----------------------------- | --------------------------------- | ----------------- | --------------- |
| 1  | Miss Dimmsdale                | Miss Dimmsdale                    | 7 novembre 2003   |                 |
| 1  | Mind Over Magic               | Mente telepatica                  | 7 novembre 2003   |                 |
| 2  | Shelf Life                    | Avventure sugli scaffali          | 10 settembre 2004 |                 |
| 3  | Hard Copy                     | Copie in 3-D                      | 14 novembre 2003  |                 |
| 3  | Parent Hoods                  | I ladri di souvenir               | 14 novembre 2003  |                 |
| 4  | Lights... Camera... Adam!     | Ciak, si gira!                    | 1º giugno 2004    |                 |
| 4  | A Bad Case of Diary-Uh!       | Segreti e bugie                   | 1º giugno 2004    |                 |
| 5  | The Jimmy Timmy Power Hour    | Jimmy e Timmy: L'altra dimensione | 7 maggio 2004     |                 |
| 6  | Baby Face                     | Baby Timmy                        | 19 marzo 2004     |                 |
| 6  | Mr. Right!                    | Timmy ha sempre ragione           | 19 marzo 2004     |                 |
| 7  | Vicky Loses Her Icky          | La dolce Vicky                    | 20 febbraio 2004  |                 |
| 7  | Pixies Inc.                   | Attacco al Fantamondo             | 20 febbraio 2004  |                 |
| 8  | The Odd Couple                | La strana coppia                  | 14 giugno 2004    |                 |
| 8  | Class Clown                   | Il re delle risate                | 14 giugno 2004    |                 |
| 9  | The Big Superhero Wish!       | Un mondo di supereroi             | 16 febbraio 2004  |                 |
| 10 | Power Pals!                   | I super amici                     | 18 maggio 2004    |                 |
| 10 | Emotion Commotion!            | Senza emozioni                    | 18 maggio 2004    |                 |
| 11 | Fairy Friends & Neighbors!    | Fanta amici e vicini              | 27 novembre 2004  |                 |
| 11 | Just the Two of Us            | Noi due e nessun altro            | 27 novembre 2004  |                 |
| 12 | Who's Your Daddy?             | Chi è tuo padre?                  | 18 giugno 2004    |                 |
| 12 | Homewrecker                   | I demolitori di case              | 18 giugno 2004    |                 |
| 13 | New Squid in Town             | Un calamaro in città              | 27 novembre 2004  |                 |
| 13 | Wish Fixers                   | L'Aggiusta desideri               | 27 novembre 2004  |                 |
| 14 | Truth or Cosmoquences         | Verità o cosmoballe               | 15 febbraio 2005  |                 |
| 14 | Beach Bummed!                 | Gironzolando per la spiaggia      | 15 febbraio 2005  |                 |
| 15 | Channel Chasers               | Fanta zapping                     | 23 luglio 2004    |                 |
| 16 | Channel Chasers               | Fanta zapping                     | 23 luglio 2004    |                 |
| 17 | Channel Chasers               | Fanta zapping                     | 23 luglio 2004    |                 |
| 18 | Catman Meets the Crimson Chin | Tempi duri per i super-eroi       | 17 gennaio 2005   |                 |
| 18 | Genie Meanie Minie Mo         | Il genio della lampada            | 17 gennaio 2005   |                 |
| 19 | School's Out!: The Musical    | Potere ai bambini                 | 10 giugno 2005    |                 |
| 20 | School's Out!: The Musical    | Potere ai bambini                 | 10 giugno 2005    |                 |

## Miss Dimmsdale
I genitori di Timmy desiderano partecipare al concorso di bellezza di Miss Dimmsdale, concorso in cui il vincitore come premio diventa sindaco per un giorno. Poiché partecipa anche Vicky, imbrogliona patentata, Timmy desidera diventare un membro della giuria del concorso, per evitare che Vicky stessa vinca con l'imbroglio il concorso. Con l'aiuto di Catman, Vicky non riesce a vincere imbrogliando, così il padre di Timmy vince il concorso diventando Miss Dimmsdale.
- Guest star: Adam West

## Mente telepatica
Timmy, stufo di essere colto alla sprovvista dai quiz a sorpresa di Crocker, desidera leggere nel pensiero. Tuttavia Crocker organizza una festa a sorpresa per lo stesso Timmy, dove lo costringe a leggere i pensieri di tutti i bambini, mettendolo in difficoltà. Timmy è così costretto a rinunciare ai poteri telepatici.

## Avventure sugli scaffali
Alla fine delle vacanze estive, Timmy si reca in biblioteca per scrivere una relazione di 500 pagine su un libro. Non volendo leggere, Timmy desidera far uscire Sherlock Holmes dal suo libro affinché gli racconti la storia, ma poco dopo se ne va. Prova a fare la stessa cosa con Tom Sawyer, ma egli scappa in vari altri libri e, servendosi della bacchetta di Cosmo, continua a riscrivere le storie a suo piacimento (ad esempio Moby Dick diventa Moby Duck). Timmy, Cosmo e Wanda lo inseguono e, dopo diverse disavventure, riescono a fermarlo, riprendendosi la bacchetta. Timmy però si rifiuta di riportare i libri al loro stato originario; così facendo, all'inizio dell'anno scolastico, Timmy riceve una A+, mentre il resto della classe una F.

## Copie in 3-D
In loro assenza Cosmo e Wanda consegnano a Timmy una fotocopiatrice 3-D che permette di fotocopiare immagini a tre dimensioni. Timmy fotocopia prima un catalogo di giocattoli, poi un libro di cucina della madre, e infine Dark Laser. Purtroppo Dark Laser fotocopia navicelle spaziali con le quali inizia a distruggere Dimmsdale. Timmy si deve dar da fare per fermarlo.

## I ladri di souvenir
Durante una vacanza in Canada, i genitori di Timmy vengono arrestati in quanto sono stati scambiati per una coppia dedita al furto di souvenir. Timmy cercherà di liberarli con l'aiuto dei Fantagenitori.

## Ciak, si gira!
Timmy aiuta Crimson Mentone a sconfiggere il malvagio regista deciso a screditare agli occhi della gente l'eroe mascherato, regista che poi si rivela essere Rotula di bronzo.
- Nota: un episodio con il titolo simile appartiene alla terza stagione.

## Segreti e bugie
Timmy vuole vendicarsi nei confronti di Vicky. Decide quindi di leggere il suo diario, scoprendo che è innamorata di Winston Dunsworth, un ragazzo inglese. Con l'aiuto di Wanda cercherà di denigrarla.

## Baby Timmy
I genitori di Timmy decidono di lasciarlo, per le vacanze estive, alla tenuta Flappy Bob. Qui, per non essere picchiato dai bulli, Timmy desidera diventare neonato, ma si accorge troppo tardi che in questo modo, non potendo parlare, non può più desiderare di tornare normale. È quindi costretto ad usare dei cubi sui quali scrivere il suo desiderio, ma intervengono Gary e Betty che gli rendono le cose molto più difficili.

## Timmy ha sempre ragione
Timmy, dopo aver sbagliato delle domande, desidera avere sempre ragione, ma quando nega di possedere i Fantagenitori, questi scompaiono per sempre. Per recuperarli, deve trovare qualcuno che non lo ascolti a cui confidare il suo segreto.

## La dolce Vicky
Timmy desidera che Vicky sia dolce e gentile, ma questo desiderio fa sì che la cattiveria di Vicky lasci il suo corpo sotto forma di un insetto in grado di rendere malvagie altre persone. Timmy dovrà fermare l'insetto prima che renda malvagio il Presidente.

## Attacco al Fantamondo
Timmy non può desiderare di avere un campo da minigolf, perché il Fantamondo è stato venduto ai folletti. Decide pertanto di sfidare a minigolf HP, il capo dei folletti, riuscendo a vincere. Così facendo, il Fantamondo viene restituito ai Fantagenitori.

## La strana coppia
Timmy desidera che Vicky si fidanzi con un ragazzo di nome Ricky, così che lei non lo torturi più, ma questo desiderio gli si ritorce contro, perché sia Vicky che Ricky finiscono entrambi per torturarlo. Timmy, con l'aiuto di Cosmo e Wanda, cercherà dunque di separarli.

## Il re delle risate
Timmy, dopo aver regalato a Trixie una pianta carnivora, desidera essere la persona più divertente della Terra; in questo modo, però, non riesce più a parlare con Trixie, perché lei continua a ridere. A peggiorare la situazione, Timmy scopre che la pianta che ha regalato a Trixie le mangerà il suo cuore a mezzanotte; come se non bastasse, lui non può esprimere il desiderio che tutto torni come prima, poiché Cosmo e Wanda non lo prendono più sul serio.

## Un mondo di supereroi
Dopo gli eventi di Supermamma e papà e Crimson Mentone incontra i supergenitori Nega Mentone desidera vendetta. Nel frattempo Timmy trascorre una brutta giornata e desidera che il mondo sia come un fumetto. Così alcuni personaggi diventano parodie di supereroi (Timmy, A.J., Chester, Sanjay, Elmer, Trixie, Veronica e la preside Waxelplax), mentre altri di supercattivi (Vicky, Crocker e Francis). I supercattivi, guidati da Nega Mentone, distruggono Dimmsdale, dunque Timmy e gli altri supereroi (di cui Timmy è il leader) cercano di sconfiggerli, ma finiscono per perdere. Timmy allora desidera un mondo senza supereroi, ma così facendo se ne vanno i supereroi buoni e rimangono quelli cattivi, che rapiscono Cosmo e Wanda: Timmy deve darsi da fare per salvare i suoi fantagenitori e per fermare i supercattivi.

## I super amici
Stufi di essere sfruttati in continuazione, A.J., Chester, Sanjay ed Elmer decidono di allontanare Timmy. Così, il ragazzo dal cappello rosa diventa amico di quattro supereroi (parodie di Superman, Batman, Wonder Woman e Aquaman), ma essi lo trattano come lui si comportava con i suoi vecchi amici. Timmy è pertanto costretto a riconciliarsi con i suoi vecchi amici.

## Senza emozioni
Timmy va in piscina con la scuola, ma, dopo essere uscito dall'acqua, perde il costume, rimanendo completamente nudo davanti a tutti, che lo deridono, provando in questo modo imbarazzo. Desidera allora non provare più alcuna emozione. Privo di paure, Timmy compie alcune azioni pericolose sobillato da alcune persone.

## Fanta amici e vicini
Timmy desidera che i suoi genitori abbiano degli amici; così convince Cosmo e Wanda a traslocare al piano di sopra appena creato. I Fantagenitori passano così tutta la giornata con i genitori di Timmy, ma lo rendono triste. I signori Turner dovranno quindi dire addio ai loro nuovi amici.

## Noi due e nessun altro
Timmy, non riuscendo a ballare con Trixie, è stufo di vederla da tutti desiderata. Quindi desidera che lui, Trixie e i suoi Fantagenitori siano gli unici abitanti dell'universo. Purtroppo Trixie si rivelerà molto ossessiva, perché vuole sempre ricevere complimenti da Timmy, e quest'ultimo, stancandosi, si nasconderà da lei. Così Trixie cercherà di ucciderlo in quanto non riceve più i complimenti da Timmy.

## Chi è tuo padre?
Timmy cerca un padre surrogato che partecipi con lui allo Squirrel Scout Camp, in quanto suo padre deve lavorare. Prova con il padre di A.J., con il padre di Chester e con il patrigno di Sanjay, ma alla fine scopre in certi casi che è meglio rivolgersi a sua madre.

## I demolitori di case
Vicky, distruggendo lei stessa e ripetutamente la casa della famiglia Turner, dà la colpa a Timmy. Quando i genitori di Timmy decidono di mandarlo a casa di Vicky, Timmy progetta la sua vendetta: mettere sottosopra la casa della babysitter. Vicky però si accorge di tutto e, mentre aspetta l'arrivo dei genitori di Timmy, rincorrerà quest'ultimo per ucciderlo. Timmy, a questo punto, decide di far ritornare la casa di Vicky alla normalità e più splendente di prima. I genitori di Timmy sono soddisfatti del risultato e decidono di non portare più Timmy a casa della babysitter.

## Un calamaro in città
Mark Chang decide di abitare a Dimmsdale per nascondersi da Mandie: una principessa aliena, per i suoi genitori sposa ideale, che però lui non ama. Mandie, sentendosi rifiutata, tenterà di ucciderlo con la sua spada di fuoco.

## L'Aggiusta desideri
I desideri di Timmy non funzionano, così lui decide di rivolgersi all'Aggiusta desideri, che si rivela essere HP, il capo dei folletti. Con un trucco, cercherà di controllare il Fantamondo, ma verrà fermato da Timmy.

## Verità o cosmoballe
Cosmo e Wanda sono stati invitati a una festa degli ex alunni del liceo. Cosmo, per far colpo su di essi, millanta di essere fantamiliardario. Così si presenta alla festa affermando di essere l'inventore di Magic, un programma di magia, spacciando Wanda per la sua segretaria, Timmy per il suo maggiordomo e una Britney ipnotizzata per sua moglie. I problemi vengono tutti a galla quando Juandissimo il Magnifico giunge alla festa. Nel frattempo la festa diventa un incubo per Timmy, che ha bevuto troppa limonata e deve urgentemente andare in bagno.

## Gironzolando per la spiaggia
Timmy, stufo di essere un rammollito, desidera essere il ragazzo più forte della spiaggia per far colpo su Trixie, per cui, ogni volta che qualcuno più forte di lui arriva sulla spiaggia, diventa più muscoloso e più grande. Alla fine viene scambiato per il mostro delle alghe e, per ritornare com'era, dovrà trovare le bacchette perdute di Cosmo e Wanda.

## Fanta zapping
Al telegiornale di Dimmsdale si parla di Maho Mushi (parodia di Dragon Ball), un violento cartone animato giapponese amato da tutti i ragazzi della città che cercano di imitarlo procurandosi molti incidenti. Tra questi c'è Timmy Turner che, avendo i fantagenitori Cosmo e Wanda ad aiutarlo, riesce a copiare il cartone al meglio, pilotando un'enorme astronave per i cieli. Così facendo Timmy crea dei danni ai genitori, che per punizione gli proibiscono di guardare la televisione. Inoltre, dovendo uscire, fanno venire la babysitter Vicky. Dopo aver spiegato invano ai genitori che Vicky è cattiva, Timmy si chiude in camera, dove desidera di possedere un telecomando magico che gli permetta di entrare nella televisione e di viaggiare fra i programmi. Vicky lo scopre e telefona ai signori Turner, ai quali riferisce che Timmy stava guardando la TV e lo accusa di una serie di danni fatti da lei. Dopo aver scoperto che da grande perderà Cosmo e Wanda, Timmy viene nuovamente sgridato dai genitori, che gli tolgono il telecomando per darlo a Vicky. Il bambino allora, con un nuovo telecomando magico, decide di fuggire nella TV e di rimanere per sempre lì. Timmy, Cosmo e Wanda vengono però inseguiti da una misteriosa persona vestita di nero, che si rivela essere Timmy da adulto. Egli proviene dal futuro, dove Vicky, grazie alla magia del telecomando, è diventata dittatrice suprema del mondo; appartenente alla resistenza e mischiatosi tra le truppe di Vicky, era stato scelto per tornare indietro nel tempo e, approfittando di tale circostanza, decise di cercare di fermare la babysitter dal diventare dittatrice. Mentre Timmy adulto sta spiegando ciò, Vicky ha capito il funzionamento del telecomando e arriva sul posto, intenzionata a raggiungere un programma intitolato Il dittatore della settimana. I due Timmy decidono quindi di unire le forze per fermarla. Nel frattempo i genitori di Timmy si accorgono della sua scomparsa, e per capire se diceva la verità o meno su Vicky lo chiedono a Chester, a A.J. e ai genitori della stessa Vicky. Tuttavia, essendo tutti terrorizzati da lei, nessuno ha il coraggio di parlare. A un tratto però i signori Turner ricevono un messaggio da parte di una certa "Dente Profondo", che in realtà è Tootie, la sorella minore di Vicky. Quando i genitori di Timmy si incontrano con Tootie, lei mostra a loro un album di foto raffigurante le azioni fatte da Vicky di cui Timmy era stato accusato; i signori Turner capiscono così di essere stati ingannati. Intanto Vicky rompe la cintura che consente a Timmy adulto di viaggiare nel tempo, e lui torna nel futuro. Una volta entrati nel cartone animato di Maho Mushi, che precede Il dittatore della settimana, Timmy e Vicky iniziano un violento combattimento, al termine del quale il bambino riesce a sconfiggere la babysitter, rispedendola incosciente nella realtà. In quel momento Timmy scopre che i suoi genitori sono riusciti ad andare in onda in TV su tutti i canali e, oltre a dire che lo cercano disperatamente, si scusano con lui per non avergli creduto. Il bambino decide così di tornare nel mondo normale, dove perdona i suoi genitori, i quali, arrabbiatissimi con Vicky, la rimproverano e la licenziano. Timmy esprime tuttavia il desiderio che tutto torni alla normalità, decidendo di tenere Vicky come sua babysitter. Nel futuro, Timmy adulto dimenticherà di aver avuto i Fantagenitori, avrà due figli, Tommy e Tammy, che lui tratterà come lo trattavano i suoi genitori e pagherà una babysitter, Robot-Vicky. Per questo Tommy e Tammy riceveranno Cosmo e Wanda come Fantagenitori.

## Tempi duri per i super-eroi
Catman è molto triste in quanto nessuno in città lo vuole. Così Timmy lo porta nel mondo dei fumetti e gli fa assumere le sembianze di Crimson Mentone. Ma ben presto Catman si monta la testa e Timmy deve fermarlo insieme al vero Crimson Mentone.

## Il genio della lampada
Timmy compra una lampada da un venditore hippy ambulante scoprendo che al suo interno c'è un genio di nome Norm, in grado di esaudire tre desideri. Norm però, dopo aver esaudito i desideri, intrappola Cosmo e Wanda nella lampada. Timmy li libererà, scoprendo che i geni in realtà sono subdoli e impostori. Poco dopo Crocker regala la lampada a suo zio Albert, che vive in un manicomio in Canada.

## Potere ai bambini
Due clown, genitori di Flappy Bob, durante un viaggio in treno decidono di lanciare il proprio figlio in un razzo per salvarlo da un apparente incidente ferroviario. Nel frattempo i folletti HP (il capo dei folletti) e Sanderson (l'assistente di HP), mentre viaggiano in automobile, parlano della loro sconfitta nella realizzazione di un piano trentasettennale di conquista del Fantamondo. Decidono dunque di progettarne uno nuovo in cui loro manipoleranno un neonato, che li aiuterebbe nel loro scopo. In questo frangente vedono cadere il razzo e raccolgono Flappy Bob. 37 anni dopo, è l'ultimo giorno di scuola per Timmy e per gli altri bambini di Dimmsdale. Finita la scuola, essi distruggono la città, anche aizzati dai folletti, così i genitori, per fermarli, li fanno rinchiudere in un cosiddetto Apprenditorium gestito da Flappy Bob. Timmy nell'Apprenditorium si annoia a morte, così desidera, sotto incitazione di HP e Sanderson, che il mondo venga governato dai bambini, e diventa il presidente di tutta la Terra, salvo lo stato della Florida. I folletti avvisano Jorgen Von Strangle che i bambini hanno troppo potere, e Jorgen li priva dei loro fantagenitori. Con le fate non più sulla Terra, i folletti hanno il controllo di tutta la magia.

Il Fantamondo è stato conquistato dai folletti

In seguito Flappy Bob irrompe in casa di Timmy, arrabbiato perché questi ha convinto i bambini a governare la Terra e distruggere l'Apprenditorium. Dopo che Timmy afferma che l'hanno demolito perché era noioso, HP e Sanderson arrivano sul posto e rivelano di aver educato segretamente Flappy Bob, facendolo diventare un uomo d'affari anziché un clown e facendogli costruire l'Apprenditorium; il tutto per la realizzazione del loro piano trentasettennale. Subito dopo HP e Sanderson presentano a Flappy Bob un contratto, secondo cui il potere sulla Terra passerà interamente a Flappy Bob e il Fantamondo ai folletti. Timmy cerca di fermare Flappy Bob, che però finisce per firmare il contratto. Ora che i folletti hanno preso il controllo del Fantamondo e Flappy Bob ha reso il mondo esageratamente sicuro, gli unici che si divertono sono gli adulti e i folletti. Successivamente però Flappy ascolta per caso una conversazione di HP e Sanderson, in cui essi esultano per essere riusciti a conquistare il Fantamondo manipolando Flappy Bob. Egli allora, rendendosi conto della verità, si allea con Timmy e trova un cavillo per annullare il contratto. Tutto quindi torna alla normalità e Flappy Bob incontra i suoi genitori. Infine, poiché l'Apprenditorium è ancora aperto, Timmy desidera una rock band scatenata. I genitori finalmente vedono quanto si stanno divertendo i bambini e decidono di unirsi a loro.

## Jimmy e Timmy: L'altra dimensione
Timmy Turner non ha svolto il suo progetto scientifico, a causa del suo nuovo videogioco Decimator: Crush Pianeta. Desidera recarsi nel più grande laboratorio di Dimmsdale ma, non si sa come, finisce invece nel laboratorio di A.J. Timmy, desiderando di trovarsi nel più grande laboratorio dell'universo, diventa in 3-D e arriva a Retroville, in Texas, nel laboratorio di Jimmy Neutron. Qui trova Goddard, il cane robotico, in quel momento in upgrade. Dopo aver utilizzato senza permesso alcune attrezzature, Timmy fa scomparire Jimmy teletrasportandolo a Dimmsdale. Entrambi, ognuno nel mondo dell'altro, combinano dei disastri. Timmy confonde il CD con gli aggiornamenti per Goddard con quello del gioco Decimator: Crush Pianeta, trasformando il cane in un robot distruttore che semina il caos a Retroville. Jimmy invece, in uno dei suoi tentativi di tornare a casa, finisce per trascinare Crocker nel fantamondo, dove si impadronisce dell'arsenale magico disattivando la fonte generale della magia togliendo alle creature fatate tutti i loro poteri. Il ragazzo prodigio in quella situazione conosce Cosmo e Wanda, ma crede che siano ologrammi di qualche sofisticato programma di intelligenza artificiale con la capacità di alterare la realtà.